# Estereótipo étnico

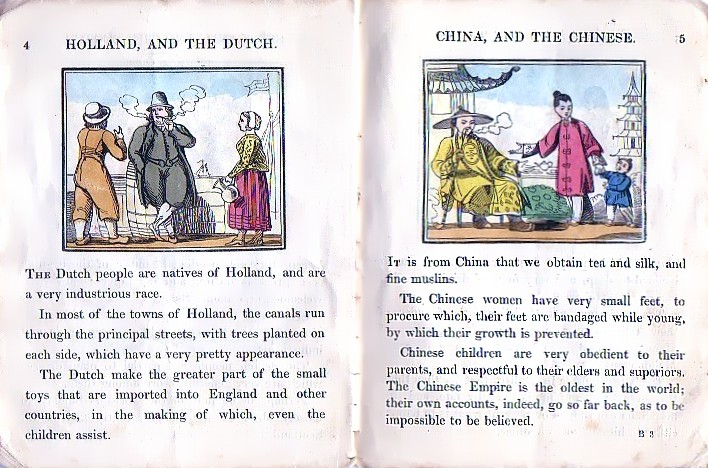
Livro infantil descrevendo os holandeses como trabalhadores e os chineses como obedientes aos pais.

Estereótipo étnico é uma forma de representar um grupo étnico ou povo de forma generalizada, como se todos fossem iguais. Estudos realizados pelo psicólogo Robert R. McCrae mostraram que estes estereótipos são imprecisos.